# 大塚英志
大塚 英志（おおつか えいじ、1958年8月28日 - ）は、日本の評論家、研究者、漫画原作者、小説家、編集者、元漫画家である。
2012年4月から2024年3月まで国際日本文化研究センター研究部教授であり、2024年4月より同名誉教授。2006年から東京藝術大学大学院映像研究科兼任講師も務める。2006年から2014年まで神戸芸術工科大学教授および特別教授、2014年から2016年までは東京大学大学院情報学環特任教授も務めた。妻は漫画家、小説家の白倉由美。2015年より研究誌『TOBIO Critiques』（太田出版）を私費で刊行している。

## 概要
1958年8月28日東京都田無市（現・西東京市）生まれ。1981年3月筑波大学第一学群人文学類卒業。
大塚は、高校生の時に漫画家をしており、大学卒業後は編集者となり、その後、漫画原作者、評論家、小説家、大学教授になった。
大塚は、徳間書店でアルバイトの編集者から契約社員の編集者となり1981年から1988年まで働いていた。また、フリーの編集者として白夜書房では1983年から1985年まで、角川書店の子会社の角川メディアオフィスでは1986年から1992年まで働いていた。
大塚の著書の『「おたく」の精神史――1980年代論』『二階の住人とその時代 転形期のサブカルチャー私史』『日本がバカだから戦争に負けた 角川書店と教養の運命』は大塚の編集者時代を回想した三部作である。『「おたく」の精神史』では白夜書房時代と徳間書店時代、『二階の住人とその時代』では徳間書店時代、『日本がバカだから戦争に負けた』では角川メディアオフィス時代をそれぞれ回想している。
1987年に大塚は角川書店の雑誌『マル勝ファミコン』にて漫画作品『魍魎戦記MADARA』（作画：田島昭宇、世界設定：阿賀伸宏、1987年 - 1990年連載）にて漫画原作者デビューした。漫画原作者としての仕事も多く、代表作としては『多重人格探偵サイコ』『黒鷺死体宅配便』『リヴァイアサン』『木島日記』『アンラッキーヤングメン』『恋する民俗学者』など。自作のノベライズや、映像化や舞台化の脚本も行っている。
また、1987年に漫画評論『「まんが」の構造――商品・テキスト・現象』（弓立社）で評論家デビューした。大学でのキャリアを断念した民俗学においても執筆活動を行い、『少女民俗学』『物語消費論』『人身御供論』などを上梓。サブカルチャーに詳しい評論家として、論壇で一定の地位を得る。大塚は1988年に評論『少女たちの「かわいい」天皇』（『中央公論』1988年12月号掲載）で29歳で論壇デビューした。
『物語消費論』では、ビックリマンシールやシルバニアファミリーなどの商品を例に挙げ、それらは商品そのものが消費されるのではなく、それを通じて背後にある「大きな物語」（世界観や設定に相当するもの）が消費されているのだと指摘し、主に1980年代にみられるこういった消費形態を物語消費と呼んだ。物語消費の概念は、東浩紀の著書『動物化するポストモダン』で参照され、同書で展開した概念である「データベース消費」に多大な影響を与えた。
評論対象は多岐にわたり、『サブカルチャー文学論』（朝日新聞社、2004年2月）、『更新期の文学』（2005年12月）、『怪談前後 柳田民俗学と自然主義』（角川選書、2007年2月）のような文芸評論、『彼女たちの連合赤軍』のようなフェミニズム論、『戦後民主主義のリハビリテーション』のような戦後民主主義論、『少女たちの「かわいい」天皇』『「おたく」の精神史』などの戦後日本論、『戦後まんがの表現空間』『アトムの命題』などの漫画論、『「捨て子」たちの民俗学 小泉八雲と柳田國男』（角川選書、2006年12月）、『公民の民俗学』（作品社、2007年2月）、『偽史としての民俗学 柳田國男と異端の思想』（角川書店、2007年5月）などの民俗学論、『物語の体操 みるみる小説が書ける6つのレッスン』（2000年11月）『ストーリーメーカー』などの創作論、など多彩かつ旺盛な執筆活動を続けている
1980年代末より学習院女子大学、和光大学等の私大の非常勤講師を歴任。2006年4月に神戸芸術工科大学先端芸術学部メディア表現学科教授に就任。また東京藝術大学大学院映像研究科兼任講師として物語理論および漫画表現論の講義を担当。学科改組により2010年4月から神戸芸術工科大学まんが表現学科教授。2012年国際日本文化研究センター客員教授。2013年3月神戸芸術工科大学教授を退職するが、そのまま同年4月から2014年3月まで神戸芸術工科大学大学院芸術工学研究科総合アート専攻特別教授。2013年10月から国際日本文化研究センター研究部教授。2014年から2016年まで東京大学大学院情報学環角川文化振興財団メディア・コンテンツ研究寄付講座特任教授を歴任した。
2007年7月、勤務先の神戸芸術工科大学で博士（芸術工学）の学位を取得。博士論文は「『ミッキーの書式』から『アトムの命題』へ 戦後まんがの方法の戦時下起源とその展開」（From Mickey's format to Atom's proposition : the origin of postwar manga methodology in wartime years and its development）」。 
半自伝的な著作である『「おたく」の精神史』で大塚は、漫画家のみなもと太郎、民俗学者の千葉徳爾と宮田登の3人を「師匠」と呼んでいる。また、『江藤淳と少女フェミニズム的戦後』では影響を受けた思想家・批評家として江藤淳、柳田國男、三島由紀夫、吉本隆明などを挙げている。また、『戦後民主主義のリハビリテーション』にて、批評の対象ではなく読書の趣味の対象として愛読している小説家として、田山花袋、川崎長太郎、嘉村磯多の3人の私小説家を挙げている。

## 経歴

### 生い立ち
1958年8月28日東京都田無市（現・西東京市）生まれ。父が満州からの引揚者だったため、工業排水が混じったドブ川沿いにあり、台風のたびに床下浸水する劣悪な環境の引揚げ住宅で大学入学まで暮らしていた。父は元日本共産党員だったが、60年安保が終了したころに離党した。
父は大塚が１歳ごろに経理関係の事務所を経営していたがすぐに失敗したため、大塚一家は困窮した。その後、大塚の父は会社を転々としながら経理の仕事で家族を養っていた。
中学生の時に漫画同人集団「作画グループ」に入会したのがきっかけで、高校1年生より漫画家のみなもと太郎のアシスタントを始める。
高校2年生の時に、みなもと太郎が締め切りに間に合わなかった連載の代理原稿に自分が描いたギャグ漫画が採用されたのがきっかけで、ギャグ漫画家としてデビューする。大塚が描いたギャグ漫画は学研の中学生向けの学習誌や『漫画ギャンブル王国』（海潮社）に掲載されていた。なお、『漫画ギャンブル王国』は成人雑誌だったが大塚が描いていたのはポルノではなくノーマルなギャグ漫画だった。
当初は経済的な理由で大学進学は断念して、高校卒業後は地元の市役所の水道課に就職して、働きながら漫画家を続ける予定だった。しかし、両親が働きながら息子の学費を貯金してくれていて、国公立大学なら何とかなるのが分かったため大学進学を決意した。高校３年生の時に、師匠のみなもと太郎から『平凡パンチ』での連載を紹介されていたが、大学受験を機に自分の才能に見切りを付けて、その連載の話を辞退して1年で漫画家を引退した。みなもと太郎のアシスタントそのものは、大学卒業ごろまで不定期のアルバイトで手伝っていた。
高校の現代国語の授業で柳田國男の『雪国の春』を読んで感動したのがきっかけで、民俗学を勉強したくて筑波大学第一学群人文学類に進学した。大学では民俗学者の千葉徳爾と宮田登の指導の下で、日本民俗学を勉強した（千葉は柳田國男の直系の弟子だったため、大塚は柳田の孫弟子になる）。千葉徳爾は大塚の在学中に定年退官したため、大学生時代の4年間のうち、最初の3年間が千葉徳爾、最後の1年間だけ宮田登の指導を受けた。大塚は大学在学中に民俗学のフィールドワークの費用を稼ぐために、「作画グループ」の先輩の沢田ユキオの紹介で、徳間書店の雑誌『テレビランド』で漫画家のアシスタントのアルバイトをしていた。

### 1980年代
1981年3月筑波大学を卒業。当初は研究者を目指したが、『キネマ旬報』の映画投稿欄に映画評を投稿していたのを、指導教官の宮田登に読まれていたのがきっかけで、口頭試問で宮田登に「君の発想はジャーナリスティックすぎて学問には向かない」と引導を渡されて大学院への進学を断念した。大塚は教師も志望していたが、同時期の教員採用試験に落ちてしまったため、翌年の採用試験を受けるまでの生活費を稼ぐために、大学在学中に漫画家のアシスタントのアルバイトをしていたツテで、徳間書店の雑誌『リュウ』で編集者のアルバイトを始める。当初の予定では来年の採用試験までのツナギで、1年間だけ編集者をやる筈だったが、結局教師にはならずに編集者としての人生を歩むことになっていった。大塚はアルバイトの編集者から契約社員の編集者となり、徳間書店では1981年から1988年まで働いていた。
大塚は最初の半年は、『リュウ』の編集長格の校条満に編集者の仕事を教えてもらった。その次に、校条満が担当していた漫画家の石ノ森章太郎と、モンキーパンチと、安彦良和の原稿の受け取りの仕事を担当した。この時に石ノ森章太郎から漫画のネームの見方について徹底的に指導された。後に石ノ森章太郎が『リュウ』に連載していた漫画『幻魔大戦』の打ち切りが決定したときは校条満の指示で大塚が石ノ森に打ち切りを宣告しに行った。その後、校条満から徳間書店に漫画の持ち込みに来た新人の対応を任せられるようになり、その一人だったかがみあきらと友人になった。
『リュウ』の編集部は、アニメ雑誌『アニメージュ』と同じ徳間書店第二編集局にあった。大塚は『アニメージュ』の創刊者であり、初代編集長の尾形英夫にフックアップされ『アニメージュ』編集部で働くことになる。この時期の『アニメージュ』副編集長は後にスタジオジブリのプロデューサーとして有名になる鈴木敏夫だった。大塚は『アニメージュ』1982年2月号より連載が開始された宮崎駿の漫画作品『風の谷のナウシカ』に、鈴木敏夫『アニメージュ』副編集長の指示で、連載第1回のみアシスタント業務に参加しており、原稿のスクリーントーン貼りを行った。また他誌に『リュウ』の交換広告を届ける過程で『ふゅーじょんぷろだくと』編集者の小形克宏と知己を得る。
1982年、大塚は徳間書店の美少女漫画雑誌『プチアップルパイ』の創刊編集長になる。この雑誌は大塚が徳間書店で最初に企画した雑誌だった。並行して大塚と小形は「ぼくらのまんが誌」を実現するため『漫画ブリッコ』の原型となるプロジェクトをスタートさせる（企画営業は小形がそれまでの活動で培った人脈をフィールドとして始められ、大塚が企画を主導する形となった）。1983年1月、大塚と小形の初コンビ仕事として『COMICキュロットDX』がセルフ出版から刊行。これが『漫画ブリッコ』のパイロット版となった。ほどなく大塚は憧れの編集者だった末井昭の下で働こうと思い、徳間書店との兼業で白夜書房（大塚が勤務した当時の社名は「セルフ出版」）のフリー編集者として働き始める。なお、大塚は白夜書房では1983年から1985年まで働いた。
1983年春、日本で2番目となる成人向けロリコン漫画雑誌『漫画ブリッコ』（83年5月号 - 85年9月号、セルフ出版→白夜書房）の編集人となる。この時期の大塚は平日の日中は徳間書店、平日の夜間および週末は白夜書房で編集者として兼業で働いていた。『漫画ブリッコ』の編集人となる条件は、『漫画ブリッコ』が万が一警察から警告もしくは摘発された時に、一人で責任を被って逮捕されることだった。元々、この雑誌は経営不振から半年後に廃刊が決定しており、大塚と小形はあくまでも残務処理担当として編集者を任されていた。
ここで大塚は、どうせ廃刊だから商売度外視で好きなことをやってみようと思い、徳間書店に持ち込みに来ていたオタク系の新人漫画家を大量に動員して、『漫画ブリッコ』83年11月号より表紙を少女漫画寄りのイラストに差し替えて、美少女コミック誌としてリニューアルした。その結果、『漫画ブリッコ』リニューアル号は完売したため廃刊は撤回され、会社から引き続き美少女コミック路線で続行することを命じられた。特に、大塚英志は『漫画ブリッコ』にて友人でもある漫画家のかがみあきらの『ワインカラー物語』（「あぽ」名義、83年10月号 - 84年4月号連載）の連載を担当していた。『ワインカラー物語』は本筋のラブコメとは別に、かがみあきら本人と大塚英志がモデルの編集者キャラ「オーツカ某」の2人が毎回登場して、楽屋落ちのネタをやるのが定番のギャグだった。「オーツカ某」というキャラクターを作ったのはかがみあきらであり、そのキャラクターは『漫画ブリッコ』に掲載されている他の作家の漫画にも楽屋落ち的に登場していくことになっていった。また、「オーツカ某」は大塚英志が『漫画ブリッコ』に記事を書く時のペンネームとしても使われた。その他に編集者としては、桜沢エリカ、岡崎京子、白倉由美、藤原カムイ、などの漫画家、映画イラストライターの三留まゆみ（早坂みけ）等をこの雑誌で発掘したことが業績とされている。後に大塚英志の妻となる白倉由美はこのころの担当漫画家だった。
1984年、大塚英志は白夜書房が経営する漫画専門書店『まんがの森』（同年10月1日に新宿店本店開店）の立ち上げに参加した。大塚は『リュウ』（徳間書店）のコラムで、編集していたミニコミ誌を特集したことがあったおしぐちたかしを『まんがの森』の初代店長にフックアップした。大塚は同人誌系の人脈をおしぐちたかしに紹介し、『まんがの森』で岡崎京子、桜沢エリカのサイン会を実施した。また、おしぐちたかしは2018年のインタビューで『まんがの森』立ち上げについて、「あの店の立ち上げ時の半分くらいは、大塚（英志）さんのアイデアが組み込まれている。」と発言している。このころ、白夜書房のミニコミ誌『白夜通信』で書いた文章を評価した『漫画ブリッコ』担当営業の藤脇邦夫に業界誌『新文化』を紹介され、コラムを書き始める。
同年より、大塚英志は徳間書店にて校条満と共に、少年向けマンガ雑誌『少年キャプテン』立ち上げに参加する。同紙の企画書は大塚英志が描いたとのことである。大塚の企画案では雑誌タイトルは『ZERO』であった。大塚は看板作家にかがみあきらを置く予定であり、かがみの才能があれば雑誌を成功させられると確信していた。また、同紙で大塚はかがみの他に、高屋良樹の『強殖装甲ガイバー』とあさりよしとおの『宇宙家族カールビンソン』の担当編集者だった。『強殖装甲ガイバー』は高屋に「仮面ライダーみたいなまんが描いて」と依頼した。
しかし、1984年8月9日にかがみあきらは自宅で急死してしまう。かがみあきらが亡くなったのは、白夜書房よりかがみの単行本『ワインカラー物語』が刊行されたのとほぼ同時期だった。大塚が白夜書房にかがみあきらの急死を連絡すると、直ちに『ワインカラー物語』の単行本を重版しようと提案されたことで、担当営業の藤脇邦夫と口論になり、大塚は白夜書房に対する忠誠心を失った。かがみあきらが亡くなった半年後、大塚は『漫画ブリッコ』紙上で会社に無許可で同紙の休刊を予告したため、社内で問題になり、『漫画ブリッコ』85年9月号にて編集人を降板した。この休刊の背景には、前述の藤脇との対立に加え、大塚が企画や原案に関与し、白夜書房から発売された18禁アニメビデオ作品『魔法のルージュ りっぷ☆すてぃっく』の売れ行き不振があった。
一方、徳間書店の『少年キャプテン』はかがみあきら不在の状態で、1985年1月22日創刊した。創刊編集長は校条満だった。創刊号は実売発行部数12万部で完売した。また、同紙連載漫画の単行本も順調に売れていた。しかし、看板作家のかがみあきらの不在や、自社で新人漫画家を育てようとしていた編集部と、大手出版社からベテラン漫画家を引き抜こうとしていた徳間書店上層部との方針の食い違い等が重なり、『少年キャプテン』は徐々に迷走していった。『少年キャプテン』は実売発行部数が20万部で頭打ちになった時点で、校条満が責任を問われて編集長を解任され、これにより大塚も失脚・干されることになった。1988年に徳間書店を正式に退職するまでの最後の2年間は、月に一回ほど、担当の漫画家の原稿の入稿で会社に顔を出し、ササキバラ・ゴウなどの若手社員と話すだけだった。
親友だったかがみあきらが亡くなったのと、編集者人生を賭けたマンガ雑誌『少年キャプテン』が失敗したことで、ヤケクソになった大塚英志は、86年ごろから他社の中堅クラスの版元の漫画雑誌創刊に参加してはすぐに廃刊になるのを繰り返していた。このころに大塚が創刊に参加した雑誌には『週刊少年宝島』（宝島社）や『月刊コミックNORA』（学研）等がある。しかし、同時期に漫画業界への不平不満をぶつけて書いていた、業界誌『新文化』のコラムが好評となり徐々に評論家として認められていくことになった。大塚は翌1987年に、上記の『新文化』のコラムや、80年代前半の『白夜通信』に書いていたコラムをまとめた漫画評論『「まんが」の構造――商品・テキスト・現象』（弓立社）で評論家としてデビューした。大塚は同時代のニューアカブームの影響を受け、大学時代に勉強していた日本民俗学と、フランス現代思想のポスト構造主義をミックスした評論を書いていた。大塚は特に、フランスの現代思想家のジャン・ボードリヤールの、「ポストモダン社会において、商品の価値は使用価値ではなく、記号的な広告価値で決定される」という思想に影響を受けた。大塚は後年、ボードリヤールを「80年代に、自分が最も心酔していた思想家」と回想している。 
1986年、大塚英志が業界誌『新文化』に書いた当時の角川書店の企画や流通の問題点を批判したコラムを読んで激怒した、角川書店幹部（専務取締役）の角川歴彦に呼び出しを受けるというトラブルが発生する。大塚は、角川歴彦の側近の千葉孝を通してホテルのバーに呼び出され、大塚と角川と千葉の3人で話し合いになった。最初は冷静な話し合いだったが、次第に売り言葉に買い言葉で本気の口論となっていった。大塚は角川歴彦から「お前は理屈ばかりだ、悔しかったらヒット作を作ってみろ」と一喝されたのを受けて、「作ってやる」と啖呵を切って席を立ったため、大塚と角川の話し合いは20分ほどで終了した。しかしその数日後、今度は角川歴彦の別の側近の佐藤辰男を通して、角川書店の雑誌で「ゲームをベースにしたまんが」を作らないかとヘッドハンティングの連絡がきた。この時期の徳間書店での大塚は、大塚が育てた新人漫画家全員を、徳間書店の正社員の編集者に引き渡すように編集部から圧力をかけられているありさまだったので、この角川歴彦のヘッドハンティングに乗ることにした。こうして大塚は、角川書店の子会社で、角川発行の雑誌の編集およびキャラクター商品の開発などを担当する会社であり、角川歴彦がオーナーをしていた出版社角川メディアオフィスにてフリーの編集者として働くことになった。その際、徳間書店から「徳間ではいらない」と言われていた新人漫画家の、田島昭宇、円英智、羽衣翔の３人を徳間書店から許可をもらった上で角川書店に引き抜いていった。しかし、大塚が徳間書店を正式に退職するのは1988年なので、最初の数年間は角川メディアオフィスと徳間書店でフリーの編集者として兼業で働いていた。
1987年、大塚英志は角川書店の雑誌『マル勝ファミコン』にてファンタジー漫画作品『魍魎戦記MADARA』（作画：田島昭宇、世界設定：阿賀伸宏、 1987年 - 1990年連載）にて漫画原作者デビューした。この時大塚は、大学時代に勉強していた「物語論」を参考にして『魍魎戦記MADARA』のシナリオを作成した。大塚は、映画監督のジョージ・ルーカスが映画『スター・ウォーズ』のシナリオ制作時にアメリカの神話学者のジョーゼフ・キャンベルの物語論『千の顔をもつ英雄』を下敷きにした逸話を参考にして、『魍魎戦記MADARA』ではロシア民俗学者のウラジーミル・プロップの物語論『昔話の形態学』と、フロイト派精神分析学者のオットー・ランクの物語論『英雄誕生の神話』と、日本民俗学者の折口信夫の物語論『貴種流離譚』を下敷きにして、さらに手塚治虫の漫画『どろろ』と三島由紀夫の小説『豊饒の海』のキャラクター設定をミックスして『魍魎戦記MADARA』のシナリオを作成した。『魍魎戦記MADARA』はヒット作となり、コミックの売上が10万部に達した時点でゲーム化が決定した。同作はその後大塚英志 によって「MADARA PROJECT」という名称のメディアミックス戦略が展開され、ゲーム化以外にも、小説・OVA・ラジオドラマ等へ幅広く展開したメディアミックスの先駆け的作品となった。大塚の回想によると、『魍魎戦記MADARA』のコミックスの売上は最終的に、コミックス各巻の売上がそれぞれ40万部に達した。
1988年、大塚英志は崩御する直前だった病床の昭和天皇を題材にした評論『少女たちの「かわいい」天皇』（『中央公論』1988年12月号掲載）で29歳で論壇デビューした。同評論は天皇制を擁護したともとれる内容だったため、大塚の回想によると右翼方面から歓迎されたとのことである。
以降の大塚英志は、80年代末から、90年代全般、2000年代前半にかけて『中央公論』『諸君!』『Voice』『論座』『正論』といった保守論壇系のメディアで評論家活動をしていた。
大塚は、思想的には比較的「左」の自分が保守論壇にいた理由について、当時の保守論壇は自分たちと立場・思想が異なる人間が評論を発表することに寛容であり、いい意味でゆるかったからと回想で述べている。
1989年、大塚英志は同年5月に刊行した評論『物語消費論――「ビックリマン」の神話学』（新曜社：1989年5月刊行）が広告業界からマーケティング理論として高く評価されたのがきっかけで、大塚は1989年から1993年ごろまで広告業界のシンクタンクにてマーケティング担当の評論家として雇われていた。この時に大塚が働いていたシンクタンクの一つがぴあ総研である。大塚はぴあ総研では「特別研究員」という肩書で1993年ごろまで働いており、若手の社会学者のスタッフとトレンドの調査研究をしていた。
1989年7月23日に犯人が逮捕された東京・埼玉連続幼女誘拐殺人事件には衝撃を受け、即時に『漫画ブリッコ』での連載コラムで「おたく」という言葉を発明した中森明夫との対談集『Mの世代―ぼくらとミヤザキ君』を上梓。犯人が「おたく」だったのを事件の原因であるかのように決めつける風潮に異議を唱え、「（犯人の）彼が部屋に蓄えた6000本のビデオテープをもって、彼が裁かれるのであれば僕は彼を弁護する」「彼の持っていた6000本のビデオテープの中で、実際には100本ほど（約1%）しかなかったホラー作品や性的ビデオに事件の原因を求めるには無理がある」と発言。実際に1990年から1997年に行われた一審では犯人の特別弁護人を務めた（二審以降は弁護団からは距離を取りつつも、一般傍聴人として裁判所に通い続け、2006年1月17日の最高裁での死刑判決時も、傍聴席で判決を直接聞いている）。

### 1990年代
1990年、大塚英志は自分の事務所の名称を「物語環境開発」とした。「物語環境開発」というネーミングのうち、「環境開発」とはバブル時代によくあった地上げ屋の会社名であり、自分は「仮想現実の地上げ屋」であるという皮肉が込められている。一方、「物語開発」とは、ハリウッド映画にて脚本作成の前段階でのストーリーの企画開発を意味する映画用語の「Development Stage」を日本語に意訳したものであり、自分はストーリー開発の専門家であるという自負が込められている。
1992年、大塚英志は太田出版より「太田COMICS芸術漫画叢書」というレーベルを立ち上げ、吾妻ひでおの漫画『夜の魚』、『定本 不条理日記』の二冊を刊行した。これは太田出版の名義を借りただけで、大塚の自費出版だった。特に『夜の魚』のあとがき漫画『夜を歩く』は、後の吾妻ひでおの代表作『失踪日記』第一話になり、吾妻ひでおは大塚英志にこの原稿を宅配便で送ったその足で『失踪日記』で描かれた2度目の失踪に入った。
1992年9月14日、角川書店社長角川春樹が、角川書店副社長であり大塚英志の上司でもある角川歴彦を、角川書店副社長職および角川メディアオフィス社長職から解任して、角川書店から追放した。角川歴彦は直ちに角川書店の子会社の角川メディアオフィス全社員71人のうち、70人の社員を引き抜いて出版社メディアワークスを立ち上げたため、角川書店の社長と副社長の対立は、後世に「角川騒動」と称される同社の分裂騒動に発展した。大塚英志はこの時点でも角川メディアオフィスの正社員ではなく、フリーの編集者の立場だったが、分裂騒動に首謀者の一人として参加しており、2017年の著作『日本がバカだから戦争に負けた 角川書店と教養の運命』（星海社新書）にて、その内幕を詳細に語っている。
角川歴彦が解任されたその直後から、大塚英志を含む歴彦派の人間は、角川書店で仕事をしている作家やライターと、独立構想と独立後の版権移動について交渉を開始していた。大塚の回想によると、角川メディアオフィスの編集部の人間が私立探偵に尾行調査された疑いがあったため、角川メディアオフィスの秘密会議では外部に情報が漏れないように合言葉を使って、角川書店を分裂させるための謀議を行っていた。
当初は歴彦派がメディアワークスを立ち上げるのに必要な取次口座の当てがなかったため、大塚英志は評論を何冊か出版した付き合いがあり、当時経営不振に落ち込んでいた出版社弓立社の取次口座を、『魍魎戦記MADARAシリーズ』の印税をつぎ込んで購入しようとしたが、結局主婦の友社の口座が使えることになったのでこの計画は実行されなかった。
大塚英志は同時期にぴあ総研にて「特別研究員」として働いていた時の人脈を使って、メディアワークスの資本金の一部の資金調達も行っており、ゲームセンター経営の企業のオーナーの「三浦さん」という人物から、数千万円単位の出資を取り付けていた。この時に大塚は「三浦さん」にメディアワークスに出資して貰うための保証として、その出資額の1割に相当する金額のメディアワークスの株を自費で購入した。そのために、この時期のメディアワークスの雑誌の一部では、大塚の原作漫画が掲載される時に大塚の肩書が「株主原作者」とクレジットされていた。また、この時に大塚が購入したメディアワークス株は2017年の時点で全部そのまま保有しているとのことである。
1992年10月に、角川書店の子会社の角川メディアオフィスの全社員71人のうちの70人が、角川書店本社に事前予告なしで突然一斉に退職した。事態に気づいてパニックになった角川書店本社側の人間が、漫画家や小説家やライターにお詫びとご説明の電話をするが、大塚英志を含む歴彦派の人間があらかじめ根回しをしていて、「お前の会社はどうなっているんだ！そんな雑誌には、もう書けない」とわざと激怒して、強引にメディアワークスに掲載紙を移籍させた。特に角川書店の雑誌『月刊コミックコンプ』では、ある日突然、編集部の編集者全員と連載していた漫画家のほとんどが、メディアワークスの新雑誌『月刊電撃コミックガオ!』に移籍したため、角川書店本社側に攻撃的な打撃を与えることになった。この時大塚英志は、分裂騒動の事情も知らずに突然抜擢され、編集部がほとんど誰もいなくなった状態で『月刊コミックコンプ』を立て直さなくてはいけなくなった同紙の新編集長に同情して、『月刊コミックコンプ』にて新連載漫画の原作を「雑誌のページが埋まれば内容は何でもいい」という条件で引き受けた。こうして大塚英志は、日本の天皇制を題材にしたSF漫画『JAPAN』（作画：伊藤真美）や、柳田民俗学を題材にした伝奇漫画『北神伝綺』（作画：森美夏）、巨大な壁で封鎖された都市で17歳の少年少女達が大人たちと戦争させられる『東京ミカエル』（作画：堤芳貞）といった自分が本当にやりたかった漫画を角川書店分裂の混乱のどさくさで角川書店の雑誌『月刊コミックコンプ』に連載させることで、ゲームやアニメのメディアミックス狙いの漫画原作者で終わりたくないという個人的な野心を実現させた。
1993年8月29日、角川書店社長角川春樹が、コカイン密輸事件で麻薬取締法違反・関税法違反・業務上横領被疑事件で千葉県警察本部（千葉南警察署）により逮捕されるというアクシデントが発生する。これにより角川歴彦の角川書店への復帰が決定し、同年10月角川歴彦は角川書店代表取締役社長に就任した。こうして1年に渡って続いた角川書店の分裂騒動は大塚英志の所属する歴彦派の逆転勝利で唐突に決着した。92年に角川歴彦が角川書店から追放された時、新会社の取次口座も資本金もなく、新しい編集部の受け入れ先のビルも決まっていない状態で、角川歴彦は完全に失脚する寸前まで追い込まれていた。大塚英志はこのような危機的状況で逃げずに角川歴彦を支えた部下の一人だったため、93年以降の角川歴彦支配体制下の角川書店において、評論家・漫画原作者・小説家として厚遇された。また、その後の角川書店は、大塚に評論家としては書きたいことを好きなように書かしてくれたが、これは大塚の発言によると、漫画原作者・小説家として一定以上の商業的な黒字が出せていることが絶対条件だったとのことである。
1994年、大塚は評論『戦後まんがの表現空間――記号的身体の呪縛』（法藏館：1994年） でサントリー学芸賞を受賞した。このことについて、大塚英志は半自伝的な著作である『「おたく」の精神史』にて「あれは選考委員の一人が、青木雄二の「ナニワ金融道」に賞を与えようと言い出して、しかしさすがにまんがを受賞対象にはできない、ああそういえば大塚のまんが評論があった、という冗談みたいな経緯で選ばれてしまったにすぎない。実話である。」と述べている。
1995年、大塚は原作漫画『聖痕のジョカ』（作画：相川有。1993年 - 1995年連載）の読者コーナーの常連投稿者だったひらりんを大塚の事務所である「物語環境開発」にキャラクターデザイナーとしてスカウトした。ひらりんは『新・聖痕のジョカ』（1995年 - 1997年連載）以降の大塚作品のキャラクターの設定デザインを担当している。また、大塚の著書『物語の体操』『キャラクター小説の作り方』にはひらりんの描いた、キャラクターの設定資料の一部が収録されている。
1997年、大塚英志は角川書店の雑誌『月刊少年エース』1997年2月号よりサイコサスペンス漫画『多重人格探偵サイコ』（作画：田島昭宇、1997年 - 2016年連載）を開始した。同作は『月刊少年エース』1997年1月号より連載スタートの予定だったが、第1話で主人公の恋人の女性が、両手両足を切断された状態で宅配便で箱詰めして届けられるという描写があり、これを見て本気で激怒した角川書店の役員が輪転機を止めたため、当初1月号から連載が始まる予定が2月号からになるというアクシデントで連載をスタートした。同作は連載が10年以上続くヒット作となり、大塚英志の漫画原作者としての代表作の一つになった。同作は大塚英志のプロデュースで、小説・テレビドラマ・ドラマCD・新劇等へ幅広くメディアミックス展開された。
1998年4月より、大塚英志は文芸誌『文學界』(文藝春秋)にて、批評家の江藤淳の推薦で文芸評論『サブカルチャー文学論』の連載をスタートした。同連載は『文學界』2000年8月号まで連載されたが、小説家の石原慎太郎の文学作品を論じた回が編集部から掲載拒否されたのがきっかけで、連載打ち切りになった。その石原論は2002年の第1回文学フリマにて手書き原稿で発表された。また、『サブカルチャー文学論』は2004年に版元を朝日新聞社に変更して、最終回を書き下ろしで追加して単行本化された。

### 2000年代
2000年代以降は、東浩紀と批評誌『新現実』を創刊したり、市川真人と文学作品展示即売会『文学フリマ』を主催したり、柳田民俗学と自然主義文学、社会進化論、ナチズム、オカルティズムとの関係や小泉八雲の民俗学者としての側面を論じた評論や、小説や漫画の入門書を続けて刊行している。
2000年、大塚英志は角川書店の雑誌にて、「死体が動いたらただそれだけで本当は怖い、というホラーの原点に戻ったまんが」というコンセプトのホラー漫画『黒鷺死体宅配便』（作画：山崎峰水）を開始した。同作は連載が20年以上続くヒット作となり、大塚英志の漫画原作者としての代表作の一つになった。同作はその後、『松岡國男妖怪退治』『アライアズキ、今宵も小豆を洗う。』のスピンオフ作品が2作制作された。
2000年、大塚英志はテレビドラマ『多重人格探偵サイコ/雨宮一彦の帰還』(キー局:WOWOW、放送期間:2000年5月2日 - 5月7日、全六話、監督：三池崇史）を原作・企画・脚本・プロデュース・キャスティングした。ドラマ版『多重人格探偵サイコ』は、漫画版とはキャラクターの名称や設定をある程度共有しているが、ストーリーは全く異なっている。当初はWOWOW側が用意した脚本家がいたが、原作者は脚本に口出ししないことを要求してきたので、すぐにクビにして大塚英志が自分で脚本を執筆した（脚本の一部は白倉由美、大塚ギチとの共同執筆）。出演者のうち、保坂尚輝、大杉漣、中嶋朋子、裕木奈江、三浦理恵子は、大塚英志が個人的にファンだった。
大塚英志は、妻の白倉由美と共にオーディションに参加しており、登場人物の一人のロリータ℃役には当時無名の新人子役だった平野綾を抜擢した。
ドラマ版『多重人格探偵サイコ』は平野綾の女優デビュー作である。平野綾の才能に惚れ込んだ大塚は、平野綾がドラマ版『多重人格探偵サイコ』で演じた役のロリータ℃名義で歌ったサウンドトラックアルバム『ロリータの温度』(作詞：白倉由美、作曲：後藤次利、レーベル：キングレコード、リリース：2001年8月29日）や、平野綾の同名のイメージ写真集『ロリータの温度』(本文：白倉由美、写真撮影：伊島薫、角川書店：2000年12月刊行)をプロデュースした。
大塚英志がドラマ版『サイコ』の監督の選択で条件にしたのは「①低予算で雇える事、②現場でどんなトラブルが起きても最後まで逃げずに作品を完成させられる事、③決してやっつけ仕事ではなく一つの作品として監督できる事」の3点であったので、全部の条件をクリアしている、当時は比較的無名であった映画監督の三池崇史が選ばれた。
大塚英志が三池崇史を選択した最大の理由は、三池崇史監督の映画『中国の鳥人』（1998年6月10日公開）を観たことである。『中国の鳥人』は実際に中国雲南省の奥地にて撮影された日本映画であるが、途中でロケ隊とはぐれてしまうというトラブルが発生して、監督以下少数の残ったクルーで、とにかく中国奥地の先へ先へと進みながら完成させた映画だった。また、『中国の鳥人』は一つの作品としても素晴らしい映画だったので、大塚英志は「この監督なら何が起きても大丈夫」と思って三池崇史にオファーした。実際にドラマ版『サイコ』では、大塚の悪い予感が当たって、撮影中に主役俳優の保坂尚輝が急病で入院してロケからリタイアするというトラブルが発生したが、三池監督は締め切りと予算をキッチリ守って完成させた。大塚は三池監督の現場対応力について感謝と称賛を回想で述べている。
また、2002年に大塚英志はテレビドラマ『多重人格探偵サイコ/雨宮一彦の帰還』全6話を約90分に再編集してドラマ版とは違うストーリーにした劇場公開映画『MPD-PSYCHO/FAKE MOVIE REMIX EDITION』（2002年7月6日公開）をプロデュースした。この時に 三池崇史監督が再編集版の制作に不服を唱えたため、大塚英志は喫茶店で三池崇史本人と直接2人だけで交渉して「再編集版は大塚英志が完全に自由に制作して、三池崇史は一切関わらない」ことを了承させた。『MPD-PSYCHO/FAKE MOVIE REMIX EDITION』は大塚事務所のスタッフで、「UNDERSELL ltd.」所属の菊崎亮が再編集を行った。また、一部のシーンは大塚英志が自分で追加撮影した。
2001年、大塚英志は同年9月11日に発生したアメリカ同時多発テロ事件に衝撃を受け、評論家としては明確に反戦を主張した。
大塚英志は、角川書店のアニメ雑誌『月刊ニュータイプ』に連載していた小説『MPD-PSYCHO/FAKE 試作品神話』の同紙2001年11月号にて、小説作中に作者の大塚英志本人が本筋のストーリーを中断させる形で突然登場して、読者に向かって反戦を訴えた。これは大塚の回想によると、『月刊ニュータイプ』編集部に事前の相談は一切行わずに、締め切りをギリギリまで引っ張って、これ以上入稿が遅れると雑誌の発売スケジュールが狂うというタイミングで入稿することで、強引に掲載させたとのことである。
また、大塚は角川書店のライトノベル雑誌『ザ・スニーカー』にて連載していた、小説の書き方講座の『キャラクター小説の作り方』の同紙2001年12月号にて、書き方講座を一旦中断して、日本の戦後の歴史において手塚治虫の漫画や富野由悠季のアニメ等のサブカルチャーがいかにして現実の戦争を受け止めてそれを描いたかを論じることで、読者に向かって反戦を訴えた。
2001年から2002年にかけて、大塚英志は論壇誌『中央公論』紙上にて、「夢の憲法前文をつくろう」と題した日本国憲法の前文を自分の言葉で書くという読者参加型投稿企画を連載していた。同企画は『中央公論』連載終了後は、主に中高生を対象にして募集を継続して、『私たちが書く憲法前文』（角川書店：2002年）『「私」であるための憲法前文』（角川書店：2003年）『読む。書く。護る。――「憲法前文」のつくり方』（角川書店：2004年）『香山リカと大塚英志が子供たちが書いた憲法前文を読んで考えたことと憲法について考えてほしいこと』（角川書店：2005年）として書籍化された。
2004年3月、和光大学がオウム真理教教祖麻原彰晃の三女を入学拒否した事件で、大塚英志は同年3月に和光大学に抗議して同大学の非常勤講師職を辞職した。
2004年12月、大塚英志は1984年8月に急死した友人の漫画家のかがみあきらの個人選集『ワインカラー物語―かがみあきら選集』（ニュータイプ100%コミックス：2004年）を企画・編集・監修して角川書店より刊行した。大塚は選集だけではなく、いつか『かがみあきら全集』を刊行したいと2004年に述べている。
2005年7月5日、大塚英志は文学者の中上健次の未発表だった未完の長編小説『南回帰船』の所在不明になっていた原稿を発掘して角川学芸出版より自費出版で刊行した。大塚英志が初めて文芸評論を書いた時に、大塚の著書『少女民俗学』（光文社：1989年）を読んだ中上健次が「あいつに文芸評論を書かせるとおもしろい」と言って大塚の知らない所でこっそり推薦してくれていて、大塚は中上健次の死後にそれを知ったという経緯があった。大塚が中上健次の『南回帰船』を自費出版で刊行したのは、このことへの個人的な恩返しという意味があったとのことである。
2006年4月に神戸芸術工科大学先端芸術学部メディア表現学科教授に就任。また東京藝術大学大学院映像研究科兼任講師として物語理論および漫画表現論の講義を担当。
2007年、大塚英志は評論『「捨て子」たちの民俗学――小泉八雲と柳田國男』（角川選書：2006年） で第5回角川財団学芸賞を受賞した。このことについて、大塚英志は「本の刊行元が関連する主催者の賞だから、『少年マガジン』連載作品に講談社漫画賞が廻ってきたのと同じ以上の意味は当然、持っていない。」と述べている。
2007年7月、勤務先の神戸芸術工科大学で博士（芸術工学)の学位を取得。博士論文は「『ミッキーの書式』から『アトムの命題』へ 戦後まんがの方法の戦時下起源とその展開」(From Mickey's format to Atom's proposition : the origin of postwar manga methodology in wartime years and its development)」。

### 2010年代
学科改組により2010年4月から神戸芸術工科大学まんが表現学科教授。2012年国際日本文化研究センター客員教授。2013年3月神戸芸術工科大学教授を退職するが、そのまま同年4月から2014年3月まで神戸芸術工科大学大学院芸術工学研究科総合アート専攻特別教授。2013年10月から国際日本文化研究センター研究部教授。2014年から2016年まで東京大学大学院情報学環角川文化振興財団メディア・コンテンツ研究寄付講座特任教授を歴任した。
2012年から、海外でまんが表現を教育するネットワーク「世界まんが塾」を、神戸芸術工科大学での元教え子の浅野龍哉・中島千晴らと運営している。2016年9月の時点で、中国の北京、韓国、シンガポール、フランスのパリ・トゥールーズ・アングレーム、デンマーク、イスラエル、カナダ、メキシコ、アメリカの世界９か国11地域で、各都市の国立大学やメイドカフェ、移民居住地区の図書館で、「日本式のまんがの書き方」を教えるワークショップを開催した。
2014年5月14日の角川書店とドワンゴの経営統合発表時には、同年5月17日に星海社ウェブサイト『最前線』に評論『企業に管理される快適なポストモダンのためのエッセイ』を投稿して、「KADOKAWAとドワンゴの合併のニュースを聞いて軽い吐き気がした。」とコメントして合併を批判した。また、同年9月30日の、角川書店とドワンゴの合併記念会見にて、大塚は川上量生による「普段からあまりいいことを言ってくれない人にお願いした」というオファーを受けて、プロモーションビデオに出演する形で記念会見に参加した。大塚英志はそのPVにて、角川書店・ドワンゴの合併を「5年後には多分この二つの会社は離婚しているか、もしくは二つ揃って沈没している」と発言して角川グループ会長角川歴彦とドワンゴ会長川上量生の二人を批判した。しかし、現実にはそのようなことは起きていない。
2015年より、海外の若手まんが・アニメ研究者に研究発表の場を提供する研究誌『TOBIO Critiques』（太田出版、2015年 - ）を私費で刊行している。
2015年4月26日、「ニコニコ超会議2015」の日本国憲法についての討論イベントに参加した大塚英志は、司会の田原総一朗の司会進行に抗議して途中退席した。
2019年から2020年まで、全国（東京、京都、札幌、静岡、松本、郡山）で巡回された画家のアルフォンス・ミュシャの展覧会『みんなのミュシャ ミュシャからマンガへ─線の魔術』（2019年7月 - 2020年4月開催）にて大塚英志は「アドバイザー」として参加した。

### 2020年代
2020年、大塚英志は「日文研大衆文化研究プロジェクト」の編纂委員会の委員の一人として、歴史教科書『日本大衆文化史』（KADOKAWA：2020年、序、4-7章執筆）と、その副読本『日本大衆文化論アンソロジー』（太田出版：2021年2月5日）の執筆・編纂に参加した。

## 略年譜
- 1958年8月28日東京都田無市（現・西東京市）生まれ。
- 高校1年生より漫画家のみなもと太郎のアシスタントを始める。
- 高校2年生の時にギャグ漫画家としてデビューするが、1年で引退した。
- 1981年3月筑波大学第一学群人文学類卒業。
- 1981年から1988年に徳間書店で編集者として働く。
- 1982年、徳間書店で美少女マンガ雑誌『プチアップルパイ』の創刊編集長になる。
- 1983年から1985年に白夜書房で編集者として働く。
- 1983年から1985年に白夜書房で成人向けマンガ雑誌『漫画ブリッコ』（83年5月号 - 85年9月号）の編集人となる
- 1984年、白夜書房が経営する漫画専門書店『まんがの森』（同年10月1日に新宿店本店開店）の立ち上げに参加。
- 同年より、徳間書店で少年向けマンガ雑誌『少年キャプテン』創刊に参加。
- 1986年から1992年に角川書店の子会社の角川メディアオフィスで編集者として働く。
- 1987年、角川書店の雑誌『マル勝ファミコン』にてファンタジー漫画作品『魍魎戦記MADARA』（作画：田島昭宇、世界設定：阿賀伸宏）で漫画原作者デビューする。
- 同年、漫画評論『「まんが」の構造――商品・テキスト・現象』（弓立社）で評論家デビューする。
- 1988年、評論『少女たちの「かわいい」天皇』（『中央公論』1988年12月号掲載）で29歳で論壇デビューする。
- 1990年から1997年に、東京・埼玉連続幼女誘拐殺人事件の裁判の第一審で犯人の特別弁護人を務めた。
- 1992年に発生した角川書店分裂騒動に伴い、出版社メディアワークス立ち上げに参加。メディアワークスの株主になる。
- 1994年、評論『戦後まんがの表現空間――記号的身体の呪縛』（法藏館：1994年）で、第16回サントリー学芸賞を受賞する。
- 1997年、角川書店の雑誌『月刊少年エース』1997年2月号よりサイコサスペンス漫画作品『多重人格探偵サイコ』（作画：田島昭宇）を開始した。同作は連載が19年続くヒット作となり、大塚英志の漫画原作者としての代表作の一つになった。
- 2000年、テレビドラマ『多重人格探偵サイコ/雨宮一彦の帰還』(キー局：WOWOW、放送期間：2000年5月2日 - 5月7日、全六話、監督：三池崇史）を原作・企画・脚本・プロデュース・キャスティングした。
- 大塚英志はテレビドラマ『多重人格探偵サイコ/雨宮一彦の帰還』のオーディションにて登場人物の一人のロリータ℃役に、新人子役の平野綾を抜擢し女優デビューさせた。また、大塚は平野綾がロリータ℃名義で歌ったサウンドトラックアルバム『ロリータの温度』(作詞:白倉由美、作曲：後藤次利）や、平野綾の同名のイメージ写真集『ロリータの温度』(本文：白倉由美、写真撮影：伊島薫)をプロデュースした。
- 同年、角川書店の雑誌にてホラー漫画作品『黒鷺死体宅配便』（作画：山崎峰水）を開始した。同作は連載が20年以上続くヒット作となり、大塚英志の漫画原作者としての代表作の一つになった。
- 2005年、大塚英志は文学者の中上健次の未発表だった未完の長編小説『南回帰船』の所在不明になっていた原稿を発掘して角川学芸出版より自費出版で刊行した。
- 2006年4月から2013年3月まで、神戸芸術工科大学先端芸術学部メディア表現学科教授を歴任。
- 2007年、評論『「捨て子」たちの民俗学――小泉八雲と柳田國男』（角川選書：2006年）で、第5回角川財団学芸賞を受賞する。
- 2007年7月、勤務先の神戸芸術工科大学で博士（芸術工学)の学位を取得。
- 2012年4月、国際日本文化研究センター客員教授就任。
- 2013年4月から2014年3月まで、神戸芸術工科大学大学院芸術工学研究科総合アート専攻特別教授を歴任。
- 2013年10月から2024年3月まで、国際日本文化研究センター研究部教授を歴任。
- 2014年から2016年まで、東京大学大学院情報学環角川文化振興財団メディア・コンテンツ研究寄付講座特任教授を歴任。
- 2024年4月、国際日本文化研究センター名誉教授の称号を授与される。

## 批判・論争
小谷野敦の批判
大塚は田山花袋が「小説を書くことが自己実現であった」と書いているのを非難して、「そのような自己実現の手段としての詩や文学を読まされても迷惑だというのが、ぼくのこの国の現在にいたるまでの近代文学に対する基本的感想」としている。この大塚の発言に対して、小谷野敦は『私小説のすすめ』（平凡社新書、2009年）において、「しかし誰も大塚にそういうものを読むことを強要しても頼んでもいないのであって、仮に頼まれても断ればいいことであり、勝手に読んでおいて迷惑だなどといわれても、こっちが迷惑である」と批判している。
また、小谷野は「大塚の文章は非論理的で、下手というより平然と論理をすりかえる詭弁と直観だけで書いていて、それを実証的に検証しようという姿勢がない」とも評している。
メディアミックスについて
イアン・コンドリーなどの北米系研究者や朝日新聞が「初音ミク」を論じる際に行っている、メディアミックスがユーザーの創造的消費である、という議論については一貫して懐疑的である。
笙野頼子との論争
大塚が1980年代に主張した「売れない純文学は商品として劣る」との主張に対して、1998年ごろ、作家笙野頼子が抗議し、純文学論争が起きた。

## 漫画原作

### 長編漫画原作
※丸括弧内の年はその漫画の単行本が刊行された年ではなく、連載されていた年で統一されている（『贖いの聖者』は書き下ろしのため単行本の刊行年）。

※幾つかの作品には共通のキャラクター（大江公彦、笹山徹、犬彦、スパイMなど）が登場する。

※大塚自身は代表作として『北神伝綺』『木島日記』『八雲百怪』の三部作を挙げている。
- 魍魎戦記MADARA 全5巻（作画：田島昭宇、1987年 - 1990年）
- 魍魎戦記MADARA 転生編 全1巻（作画：田島昭宇、1990年 - 1991年）
  - マンガ版では未完だが、2003年に小説『僕は天使の羽根を踏まない』が刊行され、小説の形で物語は完結した。
- 魍魎戦記MADARA摩陀羅弐 全3巻（作画：田島昭宇、1990年 - 1992年）
- 贖いの聖者 全1巻（作画：白倉由美、1991年）
- 幼稚園戦記まだら 全5巻（作画：義見依久、1992年 - 1996年）[注釈 2]
- 魍魎戦記MADARA赤 全3巻（作画：田島昭宇、1992年 - 1994年）
- 聖痕のジョカ 全5巻（作画：相川有、1993年 - 1995年）
- 東京ミカエル 上下（作画：堤芳貞、1993年1月 - 同年10月、2000年）
- JAPAN 全3巻（作画：伊藤真美、1993年4月 - 1994年10月、第一部完）
- MADARA青 全5巻（作画：花津美子、1993年 - 1997年）
- 芙蓉姫退屈記 全2巻（作画：義見依久、1994年 - 1996年）
- 戦国群笑伝 少年忍者バサラくん 全3巻（作画：義見依久、1994年 - 1997年）
- 北神伝綺 上下（作画：森美夏、1994年 - 1996年？）
- MADARA影 全1巻（作画：高橋明 、1994年 - 1995年、未完）
- MADARA四神篇 全1巻（作画：星樹、 1994年ごろ） - 台湾のコミック誌『FIRST』に連載された[107]。
- 新・聖痕のジョカ 全5巻（作画：相川有、1995年 - 1997年）
- 機械生物都市ノーランド 全3巻（作画：高橋明 、1996年 - 1997年）
- イイナ 〜Feel for Love〜 上下（作画：成瀬かおり、1997年 - 1998年） - 原作者としてのクレジット表記は「S-nery Angel」
- 多重人格探偵サイコ 全24巻（作画：田島昭宇、1997年 - 2016年）
- 木島日記 上中下（作画：森美夏、1998年 - 2003年） 
  - マンガ版では未完だが、2017年に小説『木島日記 もどき開口』が刊行され、小説の形で物語は完結した。
- 超鉄大帝テスラ 上下（作画：大野安之、1998年 - 1999年、第一部完）
- 口裂け少女さっちゃん 全2巻（作画：大橋薫、1999年 - 2000年）
- リヴァイアサン 全12巻（作画：衣谷遊、1999年 - 2005年）
- 黒鷺死体宅配便 既刊31巻（作画：山崎峰水、2000年 - ） - 『ヤングエース』にて連載中
- 多重人格探偵サイチョコ 全4巻（作画：ひらりん、2001年 - 2010年）
- くもはち。（作画：西島大介、2003年 - 2005年） - 大塚は「原案」としてクレジットされている
- 探偵儀式 全6巻（原作：清涼院流水、作画：箸井地図、2003年 - 2009年）
- アンラッキーヤングメン 全2巻（作画：藤原カムイ、2004年 - 2006年）
- オクタゴニアン 全1巻（作画：杉浦守、2004年 - 2005年、未完）
- 八雲百怪 全5巻（作画：森美夏、2005年 - 2021年）
- くもはち 全1巻（作画：山崎峰水、2005年）
- 東京事件 全2巻（作画：菅野博之、2005年 - 2008年、未完）
- 松岡國男妖怪退治 既刊4巻（作画：山崎峰水、2006年 - ）- 『黒鷺死体宅配便』のスピンオフ作品
- 逆走少女 全2巻（脚本：久保田浩康、作画：ともぞカヲル、2007年 - 2008年）
- とでんか 全7巻（作画：樹生ナト、2007年 - 2013年）
- 三つ目の夢二 全2巻（作画：ひらりん、2008年 - 2010年、第一部完）
- 死舞能 1巻（作画：谷岡曜子、2011年 - 未完）
- とでんか少年探偵団 全1巻（作画：樹生ナト、2011年 - 2012年）- 『とでんか』のスピンオフ作品
- まんがでわかる物語の学校 全1巻（作画：野口克洋、2012年 - 2013年）- 大塚は「構成」としてクレジットされている
- 恋する民俗学者 全2巻（作画：中島千晴、2013年 - 2019年）
  - 2014年5月に角川コミックス・エースより第1巻のみ刊行。その後、2016年4月から2019年9月に『コミックウォーカー』に連載され、2021年3月に角川コミックス・エースの既刊分と『コミックウォーカー』連載分をまとめた上で大幅に加筆修正して再構成し、第1巻『柳田國男編』・第2巻『田山花袋編』として全2巻でKADOKAWAより刊行された。
- クウデタア 全1巻(作画：西川聖蘭、2015年 - 2016年)
  - 2015年4月に前半部分が『アンラッキーヤングメン　クウデタア』（イースト・プレス）として書き下ろしで刊行。その後、後半部分が2015年8月から2016年7月に『コミックウォーカー』に連載され、2017年10月に前半部分と後半部分をまとめて『クウデタア　完全版』（角川書店）として全1巻で刊行された。
- まんがでわかるまんがの歴史 全1巻（作画：ひらりん、2015年5月 - 2017年9月)
- アライアズキ、今宵も小豆を洗う。全3巻（作画：山崎峰水、2015年 - 2017年）- 『黒鷺死体宅配便』のスピンオフ作品
- ぼくとぬえちゃんの百一鬼夜行　全3巻（作画：樹生ナト、2015年 - 2017年）
- 東京オルタナティヴ　既刊3巻（作画：西川聖蘭、2017年9月 - ） - 『ヤングエース』連載中
  - 『起 －東京原爆編－』(2024年02月02日発売)、『承 －天安門編－』(2024年03月04日発売)、『転 －チェルノブイリ編－』(2024年04月04日発売)
- まんがでわかるまんがの描き方 　既刊1巻（作画：砂威、カリキュラム構成：浅野龍哉、2017年11月 - ） - 『ヤングエース』連載中
  - 2022年9月に、『ヤングエース』2019年7月号から2022年9月号までの連載分を『まんがでわかる縦スクロールまんがの描き方』と改題してKADOKAWAより単行本化された。
- くだんのピストル　既刊4巻（作画：山崎峰水、2021年1月 - ） - 『ヤングエース』連載中
- 文化工作者 七條特高の冒険（作画：西川聖蘭、2022年11月 - [108]） - 『ヤングエース』連載中
- ゾンビ姫に抱っこ！（作画：浅野龍哉、2023年3月 - ） - 『タテスクコミック』連載中
- 多重宇宙探偵サイチョコ（作画：ひらりん、2023年4月 - ） - 『ヤングエース』連載中

### 短編漫画原作
- デパートのアリス（作画：白倉由美、1992年） - 『imago1992年2月号 特集＝はやり神の心理学』掲載
- 幻王朝影帝編<序>（作画：堤芳貞、1992年） - 『スーパーコンプVol.1　魍魎戦記MADARA公式サイドストーリー』（1992年11月10日発売）収録。
- 白い闇の王（作画：黒娜さかき、1992年） - 『スーパーコンプVol.1　魍魎戦記MADARA公式サイドストーリー』（1992年11月10日発売）収録。
- 妖怪小戦争（作画：西島大介、2004年） - 『エース特濃』Vol.9掲載

## 小説

### 長編小説
- 摩陀羅 天使篇 全3巻（電撃文庫：1994年 - 1995年、未完）
- 多重人格探偵サイコ1 情緒的な死と再生（角川スニーカー文庫：1998年）
- 多重人格探偵サイコ2 阿呆船（角川スニーカー文庫：1998年）
- MADARA MILLENNIUM 転生編 1（角川スニーカー文庫：1999年）
- 冬の教室（徳間デュアル文庫：2000年）
  - 白倉由美演出・脚本の同名の朗読ドラマ（1997年発売）のノベライズ
- 多重人格探偵サイコ 雨宮一彦の帰還（講談社ノベルス：2000年、角川文庫：2003年）
- 木島日記（角川書店：2000年、角川文庫：2003年、角川文庫改版：2017年） - 第22回吉川英治文学新人賞候補作
- 多重人格探偵サイコ FAKE 全3巻（角川スニーカー文庫：2000年 - 2001年）
  - テレビドラマ版の脚本を許月珍名義でノベライズしたもの。
- 木島日記 乞丐相（角川書店：2001年、角川文庫：2004年、角川文庫改版：2017年）
- 多重人格探偵サイコ 小林洋介の最後の事件（『情緒的な死と再生』を改題。講談社ノベルス：2002年、角川文庫：2003年）
- 多重人格探偵サイコ 西園伸二の憂鬱（『阿呆船』を改題。講談社ノベルス：2002年、角川文庫：2003年）
- リヴァイアサン （講談社ノベルス：2002年、電撃文庫：2004年）
- 多重人格探偵サイコ・フェイク（角川書店：2002年）
  - 上記の『多重人格探偵サイコ FAKE』角川スニーカー文庫全３巻を再編集して1冊にまとめて加筆したもの。
- 僕は天使の羽根を踏まない（徳間書店：2003年、徳間デュアル文庫：2005年）
  - 『MADARA MILLENNIUM 転生編 1』の結末部分を大幅に加筆して改題したもの。
- ロリータ℃の素敵な冒険（徳間書店：2004年、徳間デュアル文庫：2005年、『ザ・スニーカー』1997年12月号 - 1999年4月号連載）
- くもはち（角川書店：2003年、角川文庫：2005年）
- 夏の教室（徳間書店：2007年。『夏の教室』『冬の教室』『海辺の教室』を収録）
- 小説 アトム大使（角川つばさ文庫：2009年。手塚治虫の同名の漫画のノベライズ）
- 零 〜ゼロ〜 女の子だけがかかる呪い（角川ホラー文庫：2014）
- 代筆屋中川恭次郎の奇っ怪なる冒険（角川ホラー文庫：2014）
- 木島日記 もどき開口（角川書店：2017年。『怪』vol.0026（2009年4月） - vol.0047（2016年3月）連載）
- 木島日記 うつろ舟（星海社：2022年7月28日発売。『KADOKAWAミステリ』2002年4-5、7-11月号、2003年1、3月号連載）
- 北神伝綺 （星海社：2022年8月31日発売。『メフィスト』2001年1月号 - 2001年9月号連載）
- 北神伝綺 妹の力（星海社：2022年9月28日発売、『ザ・スニーカー』2006年6月号 - 2007年6月号連載）
- 木島日記 もどき開口 上・下巻（星海社：2023年4月26日発売。2017年 角川書店刊の再発）
- 多重人格探偵サイコ 試作品神話（星海社：2023年9月27日発売。ドラマ版『多重人格探偵サイコ』の続編で月刊ニュータイプに連載された。1stシーズンは2000年9月号 - 2001年12月号、2ndシーズンは2002年8月号 - 2003年4月号に連載。2006年に刊行された同名の絵本とは内容は無関係。）

### 短編小説
- 実録・都市伝説 <人面犬>の秘密（角川文庫：『定本 物語消費論』収録、1991年）
- 彼女の海岸線（徳間デュアル文庫：『NOVEL21 少女の空間』収録、2001年。白倉由美の同名の漫画のノベライズ）
- 渡久地菊夫の失敗 そのような題名の単行本には収録されないプロローグ（角川文庫：『雨宮一彦の帰還』収録、2003年）
- 昨日はもう来ない だが明日もまた……（徳間デュアル文庫：『手塚治虫COVERエロス篇』収録、2003年。手塚治虫の漫画『ふしぎなメルモ』のノベライズ）
- イージーライフ。あるいは昔ここにいてもういない（政治少年）のこと。（『ユリイカ2011年11月号 特集=やくしまるえつこ』掲載。白倉由美との合作）

### 未単行本化作品
- 多重人格探偵サイコ 渡久地菊夫の失敗（講談社ノベルスにて、2002年[109]刊行予定だった）
  - 小説版『多重人格探偵サイコ』のシリーズ第4作として、『雨宮一彦の帰還』（講談社ノベルス：2000年）の巻末の「自作以降の予定」でアナウンスされた。しかし、角川文庫版『雨宮一彦の帰還』（2003年）に、プロローグである『渡久地菊夫の失敗 そのような題名の単行本には収録されないプロローグ』が収録されたのみで、本編は結局刊行されなかった。
- 「角川グループ会長角川歴彦の伝記小説（タイトル不明）」
  - 角川書店ではなく、ある大手ゲームメーカー（大塚は具体的な会社名は伏せている）から2013年ごろに出版される予定だった。大塚英志は、角川歴彦が少年期をすごした阿佐ヶ谷の街、離婚協議の間預けられた父の生家、実母が晩年暮らした街での現地取材や、関係者への取材を行った。大塚は、よくあるお偉いさんの無難な伝記小説ではなく、角川春樹と角川歴彦の兄弟の対立を「兄弟の光と闇の確執的なラノベ」として描いた。小説は最後まで書き上げられたが、出版社と関係者の判断によって封印作品にされた。大塚英志はせっかく集めた資料がムダになるのが悔しかったので、それらを元にして、角川歴彦の伝記小説ではなく、角川書店の歴史について論じた評論『日本がバカだから戦争に負けた 角川書店と教養の運命』を2017年に星海社新書から刊行した。また、この時に大塚が執筆した小説の断片が、星海社ウェブサイト『最前線』に連載された評論『角川歴彦とメディアミックスの時代』【第3回】に再録されている[110]。

## 脚本
- 多重人格探偵サイコ REAL（徳間デュアル文庫：2001年、「多重人格探偵サイコ」のドラマ版の脚本）
- 多重人格探偵サイコ 雨宮一彦の消滅（角川書店：2005年、「多重人格探偵サイコ」の舞台版の脚本）

## 絵本
- 試作品神話 （絵：西島大介、角川書店：2006年、角川文庫：2009年）
- きみはひとりでどこかにいく （絵：七字由布 、太田出版：2010年）
- ヨヨとネネとかいじゅうのタネ（絵：ひらりん 、徳間書店：2013年）

## 映像作品
成人向けアニメビデオ
- 『魔法のルージュ りっぷ☆すてぃっく』（1985年7月10日発売、制作：白夜書房、企画：STUDIO ZAG・ART、キャラクターデザイン：森野うさぎ）
  - 大塚英志は「大塚某」名義で「原案」とクレジットされている。

テレビドラマ
- 『多重人格探偵サイコ/雨宮一彦の帰還』(キー局:WOWOW、放送期間:2000年5月2日 - 5月7日、全六話、監督：三池崇史、DVD全3巻）
  - 大塚英志は原作・企画・脚本・プロデュース・キャスティングで参加した。

劇場公開映画
- 『MPD-PSYCHO/FAKE MOVIE REMIX EDITION』（2002年7月6日公開、DVD全1巻）
  - 上記のテレビドラマ『雨宮一彦の帰還』を菊崎亮（UNDERSELL ltd.）が再編集した大塚英志プロデュースによる劇場公開作品。

劇場公開アニメ映画
- 『魔女っこ姉妹のヨヨとネネ』（2013年12月28日公開、原作：ひらりん『のろい屋しまい』、監督：平尾隆之）
  - 大塚英志は「原作プロデューサー」とクレジットされている。

## CD作品

### ドラマCD・朗読CD
- 『MADARA―青 ギルガメシュ・サーガ』 前編・後編（レーベル：BMGビクター、前編リリース：1995年12月26日、後編リリース：1996年2月21日）
  - 原作：大塚英志・花津美子、制作：MADARA PROJECT、プロデューサー・脚本：大塚英志、音楽：伊藤信雄
- 『聖痕のジョカ』全3巻(レーベル：EMIミュージック・ジャパン、VOL.1「ブランク・ルーンの章」リリース：1996年12月18日、VOL.2 「神獣天檀」リリース：1996年8月7日、VOL.3「アル=アジフの悪夢」リリース：1996年9月11日)
  - 原作：大塚英志・相川有、企画：物語環境開発、プロデューサー・ライナー：大塚英志、脚本：香取真理、大塚英志（『制服のジョカ』）、音楽：藤原いくろう
- 『Baby Baby』(レーベル：東芝EMI）、リリース：1996年12月18日） 
  - 原作：田島昭宇、プロデューサー:大塚英志、演出・脚本:白倉由美、リーディング:中川亜紀子、音楽：吉川清之
- 『冬の教室』(レーベル：東芝EMI、リリース：1997年3月19日）
  - 原作・プロデューサー:大塚英志、演出・脚本:白倉由美、リーディング:宮村優子、音楽：吉川清之、キャラクターイメージ：田島昭宇
- 『飛ぶ教室、その他の短編』（発売:マリン・エンタテインメント、販売:バンダイ・ミュージックエンタテインメント、リリース：1997年4月21日） 
  - 演出・脚本:白倉由美、プロデューサー:大塚英志、リーディング:桑島法子、飯塚雅弓、中川亜紀子、宮村優子他
- 『リーディングストーリー　MADARA天使編―麒麟』(レーベル：キングレコード、リリース：1997年12月3日）
  - 原作・プロデュース:大塚英志、演出・脚本:白倉由美、朗読:飯塚雅弓、音楽：岸本友彦、イラストレーション：田島昭宇
- 『MPD-PSYCHO サイコ サウンド・ストーリー』(レーベル：ソニーレコード、リリース：1998年5月30日）
  - 監督:白倉由美、脚本:白倉由美・大塚英志、音楽制作：ファースト・スマイルエンターテイメント、イラストレーション：田島昭宇
- 『サウンド・ストーリー ミルナの禁忌』（SPEビジュアルワークス、リリース：1998年11月21日）
  - 原作・演出・脚本:白倉由美、プロデューサー:大塚英志、キャラクターデザイン：内藤泰弘、出演：成田紗矢香他

### サウンドトラック
- 『ロリータの温度』（『多重人格探偵サイコ/雨宮一彦の帰還』サウンドトラック） （レーベル：キングレコード、リリース：2001年8月29日）
  - ボーカル：平野綾、企画:大塚英志、作詞:白倉由美、作曲：後藤次利
- 『MPD-PSYCHO CD／Strange New World』（レーベル：角川書店、リリース：2001年）
  - ヴォーカル：ルーシー・モノストーン、企画：大塚英志、プロデューサー：後藤次利、訳詞・ライナーノート：三木・モトユキ・エリクソン
- 『白倉由美ベストセレクションVOL.4 声優ボーカル集』（発売:モモアンドグレープス、販売:キングレコード、リリース：2004年2月25日）
  - 企画：物語環境開発、全作詞・挿絵：白倉由美、プロデューサー:大塚英志、ジャケットデザイン:大塚ギチ
- 『「私」であるための憲法前文』 （レーベル：アブソードミュージックジャパン、リリース：2004年4月21日）
  - 企画：物語環境開発、プロデューサー:大塚英志、サウンドプロデューサー:大川正義、voice:裕木奈江、池田香代子他
- 『リヴァイアサン 終末を告げし獣』（『リヴァイアサン』イメージアルバム、レーベル：モモアンドグレープス、リリース：2005年3月2日）
  - 作詞・作曲・編曲：Revo、original author:大塚英志
  - 2005年当時の大塚の発言によると、大塚は最初スクリーミング・マッド・ジョージに発注したが、間に入った人の判断でRevoに発注されたとのことである[111]。

## 評論

### 単著
- 『「まんが」の構造――商品・テキスト・現象』（弓立社：1987年）
  - 『「まんが」の構造――商品・テキスト・現象　増補新版』（弓立社：1988年）
- 『システムと儀式』（本の雑誌社：1988年、ちくま文庫：1992年）
- 『物語消費論――「ビックリマン」の神話学』（新曜社：1989年、『定本 物語消費論』角川文庫：2001年、星海社新書：2021年）
- 『少女民俗学――世紀末の神話をつむぐ「巫女の末裔」』（光文社：1989年、光文社文庫：1997年）
- 『子供流離譚――さよなら〈コドモ〉たち』（新曜社：1990年）
- 『見えない物語――「騙り」と消費』（弓立社：1991年）
- 『たそがれ時に見つけたもの――『りぼん』のふろくとその時代』（太田出版：1991年）
  - 『『りぼん』のふろくと乙女ちっくの時代』（ちくま文庫：1995年）
- 『物語治療論――少女はなぜ「カツ丼」を抱いて走るのか』（講談社：1991年）
- 『「癒し」としての消費』（勁草書房：1991年）
- 『仮想現実批評――消費社会は終わらない』（新曜社：1992年）
- 『人身御供論――供犠と通過儀礼の物語』（新曜社：1994年）
  - 『人身御供論――通過儀礼としての殺人』（角川文庫：2002年）
- 『戦後まんがの表現空間――記号的身体の呪縛』（法藏館：1994年）、第16回サントリー学芸賞受賞
- 『戦後民主主義の黄昏――わたしたちが失おうとしているもの』（PHP研究所：1994年）
- 『「彼女たち」の連合赤軍――サブカルチャーと戦後民主主義』（文藝春秋：1996年、角川文庫：2001年）
- 『物語の体操――みるみる小説が書ける6つのレッスン』（朝日新聞社：2000年、朝日文庫：2003年）、『小説トリッパー』1999年夏季号 - 2000年秋季号連載
  - 『物語の体操――物語るための基礎体力を身につける6つの実践的レッスン』（星海社新書：2013年）
- 『サブカルチャー反戦論』（角川書店：2001年、角川文庫：2003年）
- 『戦後民主主義のリハビリテーション――論壇でぼくは何を語ったか』（角川書店：2001年、角川文庫：2005年）

『GQ』1999年9月号 - 2001年3月号、『Voice』2000年3月号 - 2001年4月号連載の時評と『諸君!』『論座』『中央公論』等の論壇誌に掲載した評論をまとめたもの
- 『江藤淳と少女フェミニズム的戦後――サブカルチャー文学論序章』（筑摩書房：2001年、ちくま学芸文庫：2004年）
- 『キャラクター小説の作り方』（講談社現代新書：2003年、角川文庫：2006年、星海社新書：2013年）、『ザ・スニーカー』連載
- 『アトムの命題――手塚治虫と戦後まんがの主題』（徳間書店・アニメージュ叢書：2003年、角川文庫：2009年）
- 『少女たちの「かわいい」天皇――サブカルチャー天皇論』（角川文庫：2003年）
- 『「おたく」の精神史――1980年代論』（講談社現代新書：2004年、朝日文庫：2007年、星海社新書：2016年）

『諸君!』1999年10月号 - 2000年10月号連載を大幅に改訂
- 『サブカルチャー文学論』（朝日新聞社：2004年、朝日文庫：2007年）、『文學界』1998年4月号 - 2000年8月号連載
- 『物語消滅論――キャラクター化する「私」、イデオロギー化する「物語」』（角川Oneテーマ21：2004年）
- 『「伝統」とは何か』（ちくま新書：2004年）
  - 『公民の民俗学』（作品社：2007年）、上記に補論を加えた改題改訂版
- 『憲法力――いかに政治のことばを取り戻すか』（角川oneテーマ21：2005年）
- 『更新期の文学』（春秋社：2005年）、『早稲田文学』2004年5月号 - 2005年5月号連載
- 『初心者のための「文学」』（角川書店：2006年、角川文庫：2008年）、『ザ・スニーカー』2004年4月号 - 2005年12月号連載
- 『村上春樹論――サブカルチャーと倫理』（若草書房：2006年）
- 『「捨て子」たちの民俗学――小泉八雲と柳田國男』（角川選書：2006年）、第5回角川財団学芸賞受賞

『本』（講談社）2004年9月号 - 2005年3月号、『本の旅人』2005年5月号 - 2006年3月号連載
- 『怪談前後――柳田民俗学と自然主義』（角川選書：2007年）、『群像』2002年8月号 - 2004年2月号連載
- 『偽史としての民俗学―柳田國男と異端の思想』（角川書店：2007年[注釈 3]）

『怪』角川書店 vol.0011（2001年8月） - vol.0020（2006年1月）連載
- 『護憲派の語る「改憲」論――日本国憲法の「正しい」変え方』（角川oneテーマ21：2007年）
- 『キャラクターメーカー――6つの理論とワークショップで学ぶ「つくり方」』（アスキー新書：2008年、星海社新書：2014年）
- 『ストーリーメーカー――創作のための物語論』（アスキー新書：2008年、星海社新書：2013年）
- 『物語論で読む村上春樹と宮崎駿――構造しかない日本』（角川oneテーマ21：2009年）
- 『大学論――いかに教え、いかに学ぶか』（講談社現代新書：2010年）
- 『映画式まんが家入門』（アスキー新書：2010年）
- 『物語の命題――6つのテーマでつくるストーリー講座』（アスキー新書：2010年）
- 『「妹」の運命――萌える近代文学者たち』（思潮社：2011年）、『現代詩手帖』2006年9月号 - 2008年4月号連載
- 『手塚治虫が生きていたら 電子コミックをどう描いていただろう 大塚教授の漫画講座』（徳間書店：2011年）
- 『神話の練習帳――物語作者になるためのドリル式ストーリー入門』（キネマ旬報社：2011年）
- 『物語消費論改』（アスキー新書：2012年）
- 『ミッキーの書式 戦後まんがの戦時下起源』（角川叢書：2013年）
- 『社会を作れなかったこの国がそれでもソーシャルであるための柳田國男入門』（角川EPUB選書：2014年）
- 『メディアミックス化する日本』（イースト新書：2014年）
- 『二階の住人とその時代 転形期のサブカルチャー私史』（星海社新書：2016年）、『熱風』（スタジオジブリ発行：2012年2月号 - 2014年6月号連載）
- 『感情化する社会』（太田出版：2016年）
- 『日本がバカだから戦争に負けた 角川書店と教養の運命』（星海社新書：2017年）
- 『殺生と戦争の民俗学 柳田國男と千葉徳爾』(角川選書：2017年）、『怪』vol.0035（2012年3月） - vol.0047（2016年3月）連載
- 『大政翼賛会のメディアミックス:「翼賛一家」と参加するファシズム』（平凡社：2018年）
- 『手塚治虫と戦時下メディア理論 文化工作・記録映画・機械芸術』（星海社新書：2018年、資料協力：牧野守）
- 『感情天皇論』（ちくま新書：2019年）
- 『ミュシャから少女まんがへ 幻の画家・一条成美と明治のアール・ヌーヴォー』（角川新書：2019年）
- 『文学国語入門』（星海社新書：2020年）
- 『「暮し」のファシズム　戦争は「新しい生活様式」の顔をしてやってきた』（筑摩選書：2021年）
- 『シン・モノガタリ・ショウヒ・ロン　歴史・陰謀・労働・疎外』（星海社新書：2021年）
- 『大東亜共栄圏のクールジャパン 「協働」する文化工作』（集英社新書：2022年）
- 『シン・論 おたくとアヴァンギャルド』（太田出版：2022年）
- 『まんが原作・原論 理論と実践』（星海社新書：2023年）
- 『「14歳」少女の構造　─大塚英志まんが評論選集80'ｓ−90's』（ちくま文庫：2023年）、1980年代から90年代のまんが評論の集成
- 『マイナンバーから改憲へ　―国会で50年間どう議論されたか―』（白澤社ブックレット、現代書館：2024年）
- 『二層文学論　古層の実装』（TOBIO BOOKS：2024年）
- 『昔、ここにいて　今はもう、いない。: 離人的批評集』（TOBIO BOOKS：2024年）

### 共著
- （荷宮和子）『クマの時代――消費社会をさまよう者の「救い」とは』（光文社：1993年）
- （ササキバラ・ゴウ）『教養としての「まんが・アニメ」』（講談社現代新書：2001年）
- （大澤信亮）『「ジャパニメーション」はなぜ敗れるか』（角川oneテーマ：2005年）
- （川口創）『「自衛隊のイラク派兵差止訴訟」判決文を読む』（角川グループパブリッシング：2009年）
- （川口創）『今、改めて「自衛隊のイラク派兵差止訴訟」判決文を読む』（星海社新書：2015年）
- （世界まんが塾）『世界まんが塾』（角川書店：2017.3）
- （日文研大衆文化研究プロジェクト）『日本大衆文化史』（KADOKAWA、2020年） -「日文研大衆文化研究プロジェクト」の編纂委員会の委員の一人として、序、4-7章執筆に参加

### 対談集
- 『Mの世代―ぼくらとミヤザキ君』（中森明夫との対談、太田出版：1989年）
- 『密室―女高生監禁殺害・コンクリ詰め事件　幼女連続殺害事件』（芹沢俊介との対談、春秋社：1990年）
- 『中村うさぎのすきだぜっ!!ファンタジー』（中村うさぎの対談相手の一人、メディアワークス：1997年5月25日）
- 『だいたいで、いいじゃない。』（吉本隆明との対談、文藝春秋：2000年、文春文庫：2003年）
- 『最後の対話――ナショナリズムと戦後民主主義』（福田和也との対談、PHP研究所：2001年）
- 『戦争と平和』（富野由悠季・上野俊哉・ササキバラ・ゴウとの座談会、アニメージュ叢書：2002年）
- 『「ほしのこえ」を聴け』（ササキバラ・ゴウ、大野修一、川中利満との座談会、アニメージュ叢書：2002年）
- 『対談集 妖怪大談義』（京極夏彦の対談相手の一人、角川書店：2005年、角川文庫：2008年、副題：民俗学は偽史だったのか？）
- 『アニメ・マンガ・戦争 安彦良和対談集』（安彦良和の対談相手の一人、角川書店：2005年05月23日）
- 『香山リカと大塚英志が子供たちが書いた憲法前文を読んで考えたことと憲法について考えてほしいこと』（香山リカとの対談、角川書店：2005年）
- 『天皇と日本のナショナリズム』（宮台真司・神保哲生の鼎談相手の一人、春秋社：2006年、副題：憲法とナショナリズム）
- 『リアルのゆくえ──おたく/オタクはどう生きるか』（東浩紀との対談、講談社現代新書：2008年）
- 『まんが学特講 目からウロコの戦後まんが史』（みなもと太郎との対談、角川学芸出版：2010年）
- 『愚民社会』（宮台真司との対談、太田出版：2011年）
- 『史論の復権』（與那覇潤の対談相手の一人、新潮新書：2013年11月16日）
- 『柄谷行人発言集 対話篇』（柄谷行人の対談相手の一人、 読書人：2020年11月12日）

### 編著
- 『少女雑誌論』（東京書籍、1991年）
- 『私たちが書く憲法前文』（角川書店、2002年）
- 『「私」であるための憲法前文』（角川書店、2003年）
- 『読む。書く。護る。――「憲法前文」のつくり方』（角川書店、2004年）
- 『まんがはいかにして映画になろうとしたかー映画的手法の研究』（NTT出版、2012年）
- 『柳田国男―山人論集成』（角川ソフィア文庫、2013年）
- 『神隠し・隠れ里―柳田国男傑作選』（角川ソフィア文庫、2014年）
- 『動員のメディアミックス―〈創作する大衆〉の戦時下・戦後―』（思文閣出版、2017年）
- 『東大・角川レクチャーシリーズ 00 『ロードス島戦記』とその時代 黎明期角川メディアミックス証言集』（KADOKAWA、2018年）
- 『柳田國男 民主主義論集』（平凡社ライブラリー、2020年）
- 『牧野守 在野の映画学 戦時下・戦後映画人との対話』（太田出版、2021年）
- 『運動としての大衆文化 協働・ファン・文化工作』（水声社、2021年）
- 『日本大衆文化論アンソロジー』（太田出版、2021年）―「日文研大衆文化研究プロジェクト」の編纂委員会の委員の一人として編纂に参加
- 『まんが表現教育論 実験と実践』（山本忠宏との共編著・太田出版、2023年2月）
- 『接続する柳田國男』（水声社「日文研・共同研究報告書」、2023年12月）

### 解説執筆書籍
- 『暗闇ライト』（勝川克志、東京三世社：1983年8月10日、副題：ビー玉の＜まなざし＞）
- 『桃色三角』（中田雅喜、白夜コミックス：1984年8月1日、副題：中田雅喜論ーあるいは永遠の共犯者として）
- 『スゥエード・キルシュ』（白倉由美、白夜コミックス：1984年10月1日、副題：ウォーターメロンシャーベット考ー白倉由美論ー）
- 『憑依』（藤原カムイ、白夜コミックス：1985年8月1日）
- 『サクリファイス』（白倉由美、スケール：1989年11月30日）
- 『リンウッド・テラスの心霊フィルム―大槻ケンヂ詩集』（大槻ケンヂ、思潮社：1990年11月1日、副題：笛吹き男のいいわけについて）※巻末ではなく、リーフレットとして収録
- 『ミカドの肖像―プリンスホテルの謎』（猪瀬直樹、小学館ライブラリー：1991年8月1日、副題：「消費社会論」としての『ミカドの肖像』）
- 『魍魎戦記摩陀羅 アガルタの真王（上）』（阿賀伸宏、角川スニーカー文庫：1992年8月1日）
- 『懐かしい年への手紙』（白倉由美、太田COMICS：1992年7月29日、副題：置き去りにされた季節からの手紙）
- 『スイマー、千年の夏。』（田中たみい、太田COMICS芸術漫画叢書：1992年9月28日、副題：発行人による解説）
- 『夜の魚』（吾妻ひでお、太田COMICS芸術漫画叢書：1992年9月28日、副題：吾妻ひでおを再び「流通」させる理由）
- 『もう一度デジャ・ヴ』（小説:村山由佳、漫画：志田正重、ジャンプジェイブックス：1993年6月9日、 副題：追体験の楽しみ）
- 『コミュニケーション不全症候群』（中島梓、ちくま文庫：1995年12月4日、副題：「母の崩壊」の後で）
- 『田渕由美子 作品集★1 フランス窓便り』（田渕由美子、集英社文庫：1996年11月20日、副題：田渕由美子さんが四畳半のアパートで夢見たもの）
- 『アリオン(1)』（安彦良和、中公文庫：1997年2月18日、副題：戦後まんが史の忘れられた欲望）
- 『トレヴァー・ブラウン』（トレヴァー・ブラウン、トレヴィル：1997年11月5日、副題：セルロイドの身体の国への批評）
- 『わが「転向」』（吉本隆明、文春文庫：1997年12月10日、副題：「明るさ」は敵か？）
- 『エコエコアザラク 第1巻』（古賀新一、角川文庫：1998年7月7日）
- 『夢のなか』（宮﨑勤、創出版：1998年12月10日、副題：「宮崎勤」は誰にもわからない）
- 『地雷震 メモリアルセレクション2』（高橋ツトム、講談社：2000年1月13日）
- 『セブン 1st.Live』（原作：S-nery Angel、著：杉浦健史、ケイエスエスノベルズ：2000年4月30日）
- 『ジョーカー涼』（清涼院流水、講談社文庫：2000年5月15日）
- 『文学なんかこわくない』（高橋源一郎、朝日文庫：2001年6月1日、副題：タカハシさんにおける義務と責任について）
- 『ハッピーエンド』（ジョージ朝倉、MEPHISTO COMICS：2002年4月15日、副題：「ハッピーエンド」への意思）
- 『多重人格探偵サイコ・フェイク』（許月珍、角川書店：2002年7月5日）
- 『強殖装甲ガイバー⑳』（高屋良樹、角川コミックス・エース：2003年2月1日、副題：大塚英志はいかにして高屋良樹に敗れたか）
- 『おーぷん・ハート―ロケットライダーがいた日』（鯨晴久、角川スニーカー文庫：2003年6月1日）
- 『巷説百物語』（京極夏彦、角川文庫：2003年6月25日）
- 『MADARA四神篇』（原作：MADARA PROJECT、作画：星樹、角川コミックス・エース：2003年9月1日）
- 『お楽しみはこれもなのじゃ』（みなもと太郎、角川書店：2004年11月1日）
- 『ワインカラー物語―かがみあきら選集』（かがみあきら、ニュータイプ100%コミックス：2004年12月25日、副題：かがみあきらの「呟き」）
- 『南回帰船』（中上健次、角川学芸出版：2005年7月5日、副題：中上健次劇画原作『南回帰船』及び『明日』について）
- 『非武装中立論』（石橋政嗣、明石書店：2006年9月11日、副題：「虚勢」ではない安全保障論をいかに語るか）
- 『千里眼 美由紀の正体 下』（松岡圭祐、角川文庫：2007年9月25日）
- 『女子大生会計士、はじめました』（山田真哉、角川文庫：2007年11月25日）
- 『ジブリの教科書1 風の谷のナウシカ』（スタジオジブリ、文春ジブリ文庫：2013年4月10日）
- 『ジブリの教科書2 天空の城ラピュタ』（スタジオジブリ、文春ジブリ文庫：2013年5月10日）
- 『ジブリの教科書3 となりのトトロ』（スタジオジブリ、文春ジブリ文庫：2013年6月7日）
- 『先祖の話』（柳田国男、角川ソフィア文庫：2013年06月21日）
- 『物語の法則――強い物語とキャラを作れるハリウッド式創作術』（クリストファー・ボグラー／デイビッド・マッケナ 、アスキー・メディアワークス：2013年9月26日）
- 『ジブリの教科書4 火垂るの墓』（スタジオジブリ、文春ジブリ文庫：2013年10月10日）
- 『ジブリの教科書5 魔女の宅急便』（スタジオジブリ、文春ジブリ文庫：2013年12月4日）
- 『ジブリの教科書6 おもひでぽろぽろ』（スタジオジブリ、文春ジブリ文庫：2014年3月7日）
- 『中上健次集 一 岬、十九歳の地図、他十三篇』（中上健次、インスクリプト：2014年4月26日、副題：中上健次についての批評的なノート）
- 『ジブリの教科書16 借りぐらしのアリエッティ』（スタジオジブリ、文春ジブリ文庫：2014年6月10日）
- 『ジブリの教科書7 紅の豚』（スタジオジブリ、文春ジブリ文庫：2014年9月2日）
- 『劇画暮らし』（辰巳ヨシヒロ、角川文庫：2014年10月25日）
- 『ジブリの教科書8 総天然色漫画映画 平成狸合戦ぽんぽこ』（スタジオジブリ、文春ジブリ文庫：2015年1月5日）
- 『ジブリの教科書9 耳をすませば』（スタジオジブリ、文春ジブリ文庫：2015年4月10日）
- 『ジブリの教科書10 もののけ姫』（スタジオジブリ、文春ジブリ文庫：2015年7月10日）
- 『ジブリの教科書11 ホーホケキョ となりの山田くん』（スタジオジブリ、文春ジブリ文庫：2015年11月10日）
- 『怪物マチコミ 他 水木しげる漫画大全集』（水木しげる、講談社：2017年9月1日、副題：水木しげるとアインシュタイン塔）

### その他
- 『ルーシー・モノストーンの真実』（角川書店：2002年、角川コミック・エース：2004年）
  - 『多重人格探偵サイコ』の登場人物のルーシー・モノストーンが実在したという設定で三木・モトユキ・エリクソン名義で執筆した仮構の評伝

## 監修
漫画
- 『ワインカラー物語―かがみあきら選集』（かがみあきら著、ニュータイプ100%コミックス：2004年）
- 『Biscuit―ビスケット―』（山路亮輔、KADOKAWA：2018年）

評論
- 『なぜ日本は〈メディアミックスする国〉なのか』（マーク・スタインバーグ著、角川EPUB選書：2015年）
- 『まんが訳 酒呑童子絵巻』（山本忠宏編、ちくま新書、2020年)
- 『まんが訳 稲生物怪録』（山本忠宏編、ちくま新書、2021年)

## 自費出版
漫画
- 『太田COMICS 芸術漫画叢書』（太田出版）[63]
  - 『スイマー、千年の夏。』（田中たみい、太田COMICS芸術漫画叢書：1992年9月28日）
  - 『夜の魚』（吾妻ひでお、太田COMICS芸術漫画叢書：1992年9月28日）
  - 『定本 不条理日記』（吾妻ひでお、太田COMICS芸術漫画叢書：1993年3月）

小説
- 『南回帰船』（中上健次、角川学芸出版：2005年7月5日）[91]

## 雑誌編集
- 漫画ブリッコ
- プチアップルパイ
- いけないcomic
- リュウ（後期）
- 月刊少年キャプテン
- COMIC BOX Jr.（初期）
- 新現実（角川書店→太田出版、2002年 - 2008年、不定期で5号まで刊行。1号は東浩紀、4号は上野俊哉、中塚圭骸とともに編集）
- Comic新現実（角川書店、2004年 - 2005年、不定期で6号まで刊行）
- TOBIO（太田出版、2008年 - 2012年）
- TOBIO Critiques（太田出版、2015年 - ）

## ラジオ
- マダラプロジェクトアワー 声優育成シミュレーション学園少女（TBSラジオ 1995年10月 - 1996年3月）- マダラ一郎名義、S-neryと
- マダラプロジェクトアワー S-neryのジョカラジ（TBSラジオ 1996年4月 - 1996年10月） - ジョカ一郎名義、S-neryと
- 物語創作講座 どらまツクール（毎日放送 1997年11月 - 1997年3月） - どらま一郎名義、菊地由美、吉本桂子と
- サブカルチャー倶楽部（ラジオ関西 1999年7月 - 1999年9月） - 菊地由美と
- サブカルチャー倶楽部2（ラジオ関西 1999年10月 - 2000年12月） - 菊地由美、大塚ギチ、八巻千紘と。
- サブカルチャー倶楽部3（ラジオ関西 2000年1月 - 2000年3月） - 菊地由美、大塚ギチと。
- 改め!ラジオ新現実（ラジオ関西 2005年7月3日 - 2005年9月25日） - 大野修一、橋本英治、長谷川紘子らと。
- それでもラジオ新現実（ラジオ関西 2005年10月2日 - 2005年12月25日） - 杉本真理子、大野修一、橋本英治、長谷川紘子らと。
- 眠らない大学at神戸芸工大（ラジオ関西 2008年4月3日 - 2014年3月28日） - 神戸芸術工科大学の学生らと。

## インターネット放送
- 未来まんが研究所 物語の学校（ニコニコ生放送公式番組 2011年11月5日 - 2013年2月22日） - 斉藤大地らと。
- ニコニコアカデミー 大塚英志 世界まんが塾（ニコニコ生放送公式番組 2014年2月7日 - 2015年3月20日） - 浅野龍哉らと。